# 유리 뮐더르
유리 뮐더르(네덜란드어: Youri Mulder ˈjuːri ˈmʏldər[*], 1969년 3월 23일, 브뤼셀 ~)는 전직 축구 선수이자 감독으로, 현역 선수 시절에 스트라이커로 활약했다.

## 클럽 경력
뮐더르는 벨기에 브뤼셀 태생이다. 전 아약스와 안데를레흐트의 선수였던 얀 뮐더르의 아들로, 뷔쉼과 아약스를 거치며 축구를 시작했다. 2년 동안 아마추어 무대에서 뛰던 그는 21세에 트벤터 소속으로 프로 신고식을 치렀다. 그의 현역 2년차였던 1991-92 시즌, 그는 개인 최다인 18골을 기록했고, 소속 구단은 그 해 에레디비시를 6위로 마쳤다.
1993년, 뮐더르는 독일 분데스리가의 샬케 04로 이적해 10년 가까이 활약했다. 그는 0-3으로 패한 바텐샤이트 09전에서 8월 7일 첫 경기를 치렀다. 그는 겔젠키르헨 연고 구단에서 처음 3년을 훌륭히 보냈는데, 이 시기에 총 22골을 기록했고, 1996-97 시즌에는 UEFA컵 우승도 거두었는데, 이 과정에서 발렌시아와의 8강전 득점을 포함해 대회에서 총 3골을 기록했다.
또한 뮐더르는 2001년과 2002년에 DFB-포칼을 2년 연속 우승했다. 그는 막판 3년 동안 33번의 경기에 출전(1골밖에 넣지 못했다)하는데 그쳤던 그는 2001-02 시즌이 끝나면서 33세의 나이로 은퇴했다.
2007-08 시즌, 뮐더르는 처음으로 지휘봉을 잡았다: 그는 시즌 초에 트벤터에서 공격 코치를 맡다가 2008년 4월에 전 동료였던 미케 뷔스켄스와 함께 전 소속 구단이자 미르코 슬롬카를 해임한 샬케 04의 공동 감독을 맡았고, 2009년에도 프레드 뤼턴이 해임된 이후 또다른 전 동료였던 올리버 레크와 감독을 대행했다.

## 국가대표팀 경력
뮐더르는 네덜란드 국가대표팀 경기에 9번 출전해 3골을 기록했다. 그의 첫 국가대표팀 경기는 1994년 11월 16일에 치렀고, 유로 1996에 참가해 프랑스와의 8강전에 교체로 출전해 막판 10분과 추가 시간을 소화했다.

## 사생활
유리 뮐더르의 부친은 전 네덜란드 축구 선수인 얀 뮐더르로, 그는 안데를레흐트와 아약스에서 활약했다.
현역 축구 선수로 활동한 것 외에도, 뮐더르는 네덜란드 방송 재단(NOS)의 해설가로 활동했다. 그는 배우자로 니나 프리더를 맞이해 두 명의 자식 핀과 알렉산데르를 슬하에 두었다. 핀은 현재 노르웨이에 거주하고 있고, 알렉산데르 뮐더르는 2021년에 졸업반에 들었다. 알렉산데르는 "빌리 보이스 2021" 단체에 합류했다.
뮐더르는 15년동안 피파 시리즈의 네덜란드 해설가로 나왔다.

## 수상
샬케 04
- DFB-포칼: 2000–01, 2001–02
- UEFA컵: 1996–97

## 참고 문헌
- Ingo Schiweck, Kicken beim Feind? Der ganz alltägliche Friede hinter dem deutsch-niederländischen Fußballkrieg, Düsseldorf 2006 (독일어) ISBN 3-9810957-4-X